# ジャマイカ-ヴァン・ウィック駅
ジャマイカ-ヴァン・ウィック駅 (ジャマイカ-ヴァン・ウィックえき、英語: Jamaica–Van Wyck) は、ニューヨーク市地下鉄INDアーチャー・アベニュー線の駅である。クイーンズ区リッチモンド・ヒルのヴァン・ウィック高速道路とジャマイカ・アベニュー、メトロポリタン・アベニュー、キュー・ガーデンズ・ロードの交差点に位置し、E系統が終日停車する。

## 歴史
駅はアーチャー・アベニュー線のINDクイーンズ・ブールバード線からの分岐点からアーチャー・アベニュー下へ入る部分までの掘削が完了した1979年10月17日に建設が開始された。その後、アーチャー・アベニュー線のジャマイカ・センター-パーソンズ/アーチャー駅までの掘削および路線内の駅建設が終了した1988年12月11日に営業を開始した。

## 駅構造
| G  | 地上階                     | 出入口 |
| B1 | 改札階                     | 改札口、駅員詰所、メトロカード自動券売機 (エレベーター、ヴァン・ウィック高速道路と89番街の交差点南西 )                    |
| B2 | 市内行線                   | ← ワールド・トレード・センター駅行き（平日日中：キュー・ガーデン-ユニオン・ターンパイク駅、それ以外：ブライアーウッド駅） |
| B2 | 島式ホーム、左側ドアが開く | |
| B2 | 郊外行線                   | → ジャマイカ・センター-パーソンズ/アーチャー駅行き（サットフィン・ブールバード駅）→                                       |

駅は有効長600フィート（180メートル）の島式ホーム1面と線路2線を有した1面2線の地下駅で、かつてこの付近に存在したBMTジャマイカ線メトロポリタン・アベニュー駅とクイーンズ・ブールバード駅の代替駅となっている。ホーム壁面は主にオレンジ色で、改札階は郊外行線の上に存在する。また、市内行線側の天井にはかつて天窓が存在したが、現在は覆いが被せられている。
駅の北側で線路はINDクイーンズ・ブールバード線に合流し、緩行線・急行線を時間帯により振り分けて通過している。

### 出入口
当駅には出入口が2箇所ある。
- エレベーター1機、エスカレーター2機、階段1つ。ヴァン・ウィック高速道路と89番街の交差点南西[6][7]。
- 上りエスカレーター1機、階段1つ。ヴァン・ウィック高速道路とメトロポリタン・アベニューの交差点北西[6][7]。